# Pinky Jones
„Pinky Jones” (jap. ピンキージョーンズ Pinkī Jōnzu) – drugi singel japońskiego zespołu Momoiro Clover wydany w Japonii przez Universal J 10 listopada 2010 roku. Singel został wydany w czterech edycjach: regularnej i trzech limitowanych, każdej z innym teledyskiem.
Utwór tytułowy został użyty jako ending anime Yosuga no sora. Singel osiągnął 8 pozycję w rankingu Oricon i pozostał na liście przez 38 tygodni, sprzedał się w nakładzie 41 239 egzemplarzy. Utwór Coco☆Nuts zdobył status złotej płyty.

## Lista utworów
| CD           |                                                                     |                               |                               |                               |      |
| Nr           | Tytuł                                                               | Słowa                         | Kompozycja                    | Aranżacja                     | Czas |
| 1.           | "Pinky Jones" (jap. ピンキージョーンズ Pinkī Jōnzu)                 | Murano Chokkyū                | NARASAKI                      | NARASAKI                      | 4:12 |
| 2.           | "Coco☆Nuts" (jap. ココ☆ナツ Koko☆Natsu)                             | Ken'ichi Maeyamada            | Ken'ichi Maeyamada            | Ken'ichi Maeyamada            | 4:06 |
| 3.           | "Kimi to sekai" (jap. キミとセカイ)                                 | Ayako Matsuda                 | AKIRASTAR                     | AKIRASTAR                     | 4:00 |
| 4.           | "Pinky Jones" (jap. ピンキージョーンズ Pinkī Jōnzu) (off vocal ver) |                               | NARASAKI                      | NARASAKI                      | 4:12 |
| 5.           | "Coco☆Nuts" (jap. ココ☆ナツ Koko☆Natsu) (off vocal ver)             |                               | Ken'ichi Maeyamada            | Ken'ichi Maeyamada            | 4:06 |
| 6.           | "Kimi to sekai" (jap. キミとセカイ) (off vocal ver)                 |                               | AKIRASTAR                     | AKIRASTAR                     | 4:00 |
| DVD (lim. A) |                                                                     |                               |                               |                               |      |
| Nr           | Tytuł                                                               | Tytuł                         | Tytuł                         | Tytuł                         | Czas |
| 1.           | "Pinky Jones" (Music Video)                                         | "Pinky Jones" (Music Video)   | "Pinky Jones" (Music Video)   | "Pinky Jones" (Music Video)   |      |
| DVD (lim. B) |                                                                     |                               |                               |                               |      |
| Nr           | Tytuł                                                               | Tytuł                         | Tytuł                         | Tytuł                         | Czas |
| 1.           | "Coco☆Nuts" (Music Video)                                           | "Coco☆Nuts" (Music Video)     | "Coco☆Nuts" (Music Video)     | "Coco☆Nuts" (Music Video)     |      |
| DVD (lim. C) |                                                                     |                               |                               |                               |      |
| Nr           | Tytuł                                                               | Tytuł                         | Tytuł                         | Tytuł                         | Czas |
| 1.           | "Kimi to sekai" (Music Video)                                       | "Kimi to sekai" (Music Video) | "Kimi to sekai" (Music Video) | "Kimi to sekai" (Music Video) |      |

## Notowania
| Lista                             | Pozycja |
| --------------------------------- | ------- |
| Oricon Daily Singles Chart        | 6       |
| Oricon Weekly Singles Chart       | 8       |
| Oricon Monthly Singles Chart      | 23      |
| Billboard Japan Hot 100           | 28      |
| Billboard Japan Hot Singles Sales | 7       |